# Andreas Schmidt (Musikproduzent)
Andreas Schmidt (* 1976 bei Frankfurt am Main) ist ein deutscher Trance-Produzent.

## Leben
Andreas Schmidt besuchte zunächst die Grundschule in Deutschland und ging später auf Schulen in Bangkok und Neu-Delhi. Nach seinem Abitur leistete er den Wehrdienst in einer Spezialeinheit ab und ging danach auf die Universität. 1998 traf er Marcus Kreck, mit welchem er sein Interesse für elektronische Musik teilte. Mit Hilfe von Andreas Produktionsfähigkeiten und Marcus DJ-Geschick gründeten sie Marc & Ace beziehungsweise Marc la Cruz & Ace da Brain. Seitdem schufen Andreas Schmidt und Marcus Krek viele Projekte wie z. B. Airfire, Traveller oder Sonic Inc. und produzierten zusammen eine große Anzahl von Tracks, die sowohl bei DJs als auch Fans auf der ganzen Welt gut ankamen. Nachdem Marcus Kreck Anfang 2003 aus dem Projekt ausgestiegen ist, gründete Andreas sein eigenes Plattenlabel Venom Recordings und den eigenen Musikverlag Aceage-Music.

## Pseudonyme
Andreas Schmidt benutzt unter anderem folgende Pseudonyme:
- Ace da Brain
- Ace’s Delight
- Baced!
- Pervading Call (zusammen mit Sebastian Ostermann)
- Airfire, Traveller, Sonic Inc. (alle zusammen mit Marc La Cruz)

## Diskografie (Auswahl)
- Marc ’n Ace – Conquest Paradise (1999)
- Traveller – Bright Sign (2000)
- Sonic Inc. – Taste of Summer (2000)
- Marc La Cruz & Ace Da Brain – Eriel (2002)
- Ace’s Delight – Mental Theme (2001)
- Pervading Call – Destiny (2003)
- Ace da Brain – Sunrise (2004)
- Ace Da Brain – Magic Waters (2005)
- Pervading Call Two – On my Mind (2005)
- Xallux & Ace Pres. Mark L2K – Energy Value (2013)

## Remixe (Auswahl)
- Talla 2XLC – World in my Eyes (Marc n Ace Remix) (2000)
- Tillmann Uhrmacher – Free (Marc n Ace Remix) (2000)
- DJ X-Sonic & Ray – Nautilus (Marc n Ace Remix) (2001)
- Taucher – Pictures of a Gallery (Marc n Ace Remix) (2001)
- Tillmann Uhrmacher – On the Run (Marc n Ace Remix) (2002)
- Captain Jack – Viva La Vida (Radio/Video Edit) (2003)
- Captain Jack – Captain Jack 2010 (Ace Da Brain Remix) (2011)